# Élections municipales françaises de 1871
Pour un article plus général, voir Élections municipales en France.
Les élections municipales françaises de 1871 se sont déroulées le 30 avril et le 7 mai 1871, en application des dispositions de la loi du 14 avril 1871 sur les élections municipales.
À Paris, les élections ont lieu le 26 mars et le 30 juillet[réf. souhaitée].